# Дресслер, Галл
Галл Дре́сслер (нем. Gallus Dreßler; 16 октября 1522, Небра — 14 апреля 1581, Цербст) — немецкий (саксонский) теоретик музыки и композитор.

## Очерк биографии и творчества
Музыке, возможно, учился в Нидерландах у Климента-не-папы, на авторитет которого впоследствии неоднократно ссылался. В 1557 году изучал теологию у профессора Йенского университета Викторина Штригеля. В 1558-74 занимал пост кантора Латинской школы в Магдебурге. В 1560-е гг. начал публиковать научно-дидактические труды о музыке и музыкальные сочинения. В 1570 получил степень магистра в Виттенбергском университете. В связи с гонениями на филиппистов (приверженцев богословского учения Филиппа Меланхтона) был вынужден оставить пост кантора в Магдебурге, в 1575 переехал в Цербст, где служил диаконом до конца своих дней.
Из трудов Дресслера наиболее важны «Наставления в музыкальной поэтике» («Praecepta musicae poeticae», 1563). При жизни автора трактат не был опубликован, впервые издан в 1914-15 гг. «Наставления» представляют собой учебник многоголосной композиции для продвинутых музыкантов. Её технические и риторические принципы (exordium, medium, finis) Дресслер разъясняет на примере мотета. Глава 9 посвящена ладам, а точнее тому, как восемь монодических церковных ладов реализуются в многоголосии. Автор устанавливает иерархию каденций (principales / главные, или первичные; minus principales / вторичные; peregrinae / чужие, или блуждающие) и рекомендует чёткие и однозначные каденционные планы для каждого из ладов. Интервал между первичной и вторичной опорами лада (они же — ультимы первичной и вторичной каденций) он называет реперкуссией (d-a для первого тона, d-f для второго тона и т. д.). В конце учебника (гл. 15) Дресслер рекомендует писать контрапунктические этюды, имитируя стили знаменитых музыкантов, которых он располагает в таком «историческом» порядке: (1) Жоскен Депре, (2) Хенрик Изак, Людвиг Зенфль; (3) Климент-не-Папа, Николя Гомберт, Томас Крекийон; (4) Орландо Лассо.
Одним из первых в истории музыки Дресслер оценил значение диссонансов в контрапункте. В главе 3, с одной стороны, он описывает их по традиции, идущей ещё от античности, как «при природе своей раздражающее слух смешение звуков» (diversorum sonorum mixtura naturaliter aures offendens). С другой же стороны, признаёт, что «при определённых обстоятельствах они допускаются, не только не причиняя слуху никакого ущерба, но даже доставляя ему приятность» (certis rationibus admissae non solum nullam laesionem auribus afferunt, sed eosdem suaviter delectant).
В обширном (более 130 пьес) наследии Дресслера духовная (на латинские и немецкие тексты) и светская (на немецкие тексты) музыка, в том числе мотеты («духовные песни»), написанные в традициях нидерландской полифонической школы, магнификаты (на все 8 тонов), четырёх- и пятиголосные Lieder.

## Научные и дидактические труды
- Практическое объяснение [церковных] ладов (Practica modorum explicatio. Jena, 1561)
- Наставления в musica poetica (Praecepta musicae poeticae, 1564 [дата написания]). Первое издание: Engelke B. Praecepta mvsicae poeticae a Gallo Dresselero // Geschichtsblätter für Stadt und Land Magdeburg 49-50 (1914-15), SS. 213—250. Критическое издание и перевод на английский в кн.: Gallus Dressler. Praecepta musicae poeticae. New critical text, translation, annotation, and indices by Robert Forgács. Urbana and Chicago: University of Illinois Press, 2007.
- Основы практической музыки, как её используют в магдебургской школе (Musicae practicae elementa in usum scholae Magdeburgensis. Magdeburg 1571; несколько репринтов)

## Музыкальные сочинения
- Cantiones sacrae 4, 5 et plurium vocum (Wittenberg, 1565, 1568; Magdeburg, 1569, 1570, 1577; Nürnberg, 1575, 1580)
- Zehen deudscher Psalmen (Jena, 1562)
- 90 cantiones… (Magdeburg, 1570)
- Magnificat octo tonorum… (Magdeburg 1571)
- Ausserlesene teusche Lieder… (Nürnberg, 1575)